# Jagdstaffel 6
La Jagdstaffel 6 (in tedesco: Königlich Preußische Jagdstaffel Nr 6, abbreviato in Jasta 6) era una squadriglia (staffel) da caccia della componente aerea del Deutsches Heer, l'esercito dell'Impero tedesco, durante la prima guerra mondiale (1914-1918).

## Storia
La Jagdstaffel 6 viene fondata il 25 agosto 1916 con piloti provenienti da una unità formata per sperimentare l'aereo come arma da combattimento chiamata Fokkerstaffel Sirvy e il 29 settembre viene assegnata alla 2ª armata.
La prima vittoria aerea viene ottenuta il 20 ottobre 1916 ad opera del pilota Christian Kress.
Il 24 giugno 1917 viene dato l'incarico a Manfred von Richthofen di formare la Jagdgeschwader 1 e il 2 luglio la squadriglia si trasferisce presso l'aerodromo di Markebecke per unirsi alle Jagdstaffeln 4, 10, 11. La squadriglia sarebbe rimasta parte del "circo volante" di Richthofen per tutta la durata della guerra.
Inizialmente l'unità viene equipaggiata con Fokker E.IV che ha utilizzato solamente durante il primo mese di attività. Questi aerei furono sostituiti dagli Albatros D.I già nel settembre 1916, e ha avuto a disposizione anche un Fokker D.V. Successivamente furono utilizzati altri velivoli come l'Albatros D.II, l'Albatros D.III, l'Albatros D.V e i triplani Fokker Dr.I. Nel maggio 1918 l'unità viene dotata di alcune Fokker D.VII per ricevere poi il mese successivo alcuni Fokker D.VIII che vengono però ritirati dal servizio attivo a causa della mancanza di olio di ricino per la lubrificazione dei motori rotativi raffreddati ad aria.
Il Leutnant de Reserves Ulrich Neckel è stato l'ultimo Staffelführer (comandante) della Jagdstaffel 6, dal settembre del 1918 fino alla fine della guerra. La Jasta è stata smobilitata l'11 novembre 1918.
Alla fine della prima guerra mondiale alla Jagdstaffel 6 vennero accreditate 201 vittorie aeree. Di contro, la Jasta 6 perse 10 piloti, 3 furono fatti prigionieri di guerra, 2 piloti morirono in incidente di volo, 9 furono feriti in azione e 2 in incidente di volo.

## Lista dei comandanti della Jagdstaffel 6
Di seguito vengono riportati i nomi dei piloti che si succedettero al comando della Jagdstaffel 6.
| Grado                | Nome                      | Periodo                             |
| -------------------- | ------------------------- | ----------------------------------- |
| Rittmeister          | Josef Wulff               | 28 agosto 1916 - 1 maggio 1917      |
| Leutnant             | Fritz Otto Bernert        | 1 maggio 1917 - 9 giugno 1917       |
| Oberleutnant         | Eduard Ritter von Dostler | 24 giugno 1917 - 21 agosto 1917     |
| Leutnant de Reserves | Hans Ritter von Adam      | 22 agosto 1917 - 15 novembre 1917   |
| Oberleutnant         | Wilhelm Reinhard          | 16 novembre 1917 - 22 aprile 1918   |
| Leutnant de Reserves | Johannes Janzen           | 28 aprile 1918 - 9 giugno 1918      |
| Leutnant de Reserves | Hans Kirschstein          | 10 giugno 1918 - 16 luglio 1918     |
| Leutnant de Reserves | Paul Wenzel               | 19 luglio 1918 - 11 agosto 1918     |
| Leutnant de Reserves | Richard Wenzl             | 11 agosto 1918 - 1 settembre 1918   |
| Leutnant de Reserves | Ulrich Neckel             | 1 settembre 1918 - 11 novembre 1918 |

## Lista degli aerei utilizzati della Jagdstaffel 6
- Fokker E.IV
- Albatros D.I
- Fokker D.V
- Albatros D.II
- Albatros D.III
- Albatros D.V
- Fokker Dr.I
- Fokker D.VII
- Fokker D.VIII